# Geothlypis
Geothlypis (maskerzangers) is een geslacht van zangvogels uit de familie van de Amerikaanse zangers (Parulidae). De wetenschappelijke naam van het geslacht is voor het eerst geldig gepubliceerd in 1847 door Jean Cabanis.

## Soorten
De volgende soorten zijn bij het geslacht ingedeeld:
- Geothlypis aequinoctialis – Zuid-Amerikaanse maskerzanger
- Geothlypis auricularis – Zwartteugelmaskerzanger
- Geothlypis beldingi – Beldings maskerzanger
- Geothlypis chiriquensis – Panamese maskerzanger
- Geothlypis flavovelata – Geelkruinmaskerzanger
- Geothlypis formosa – Kentuckyzanger
- Geothlypis nelsoni – Nelsons maskerzanger
- Geothlypis philadelphia – Grijskopzanger
- Geothlypis poliocephala – Weidemaskerzanger
- Geothlypis rostrata – Bahamamaskerzanger
- Geothlypis semiflava – Groenkruinmaskerzanger
- Geothlypis speciosa – Zwartkruinmaskerzanger
- Geothlypis tolmiei – Rouwkopzanger
- Geothlypis trichas – Gewone maskerzanger
- Geothlypis velata – Zuidelijke maskerzanger